# مشبكة (شعر)

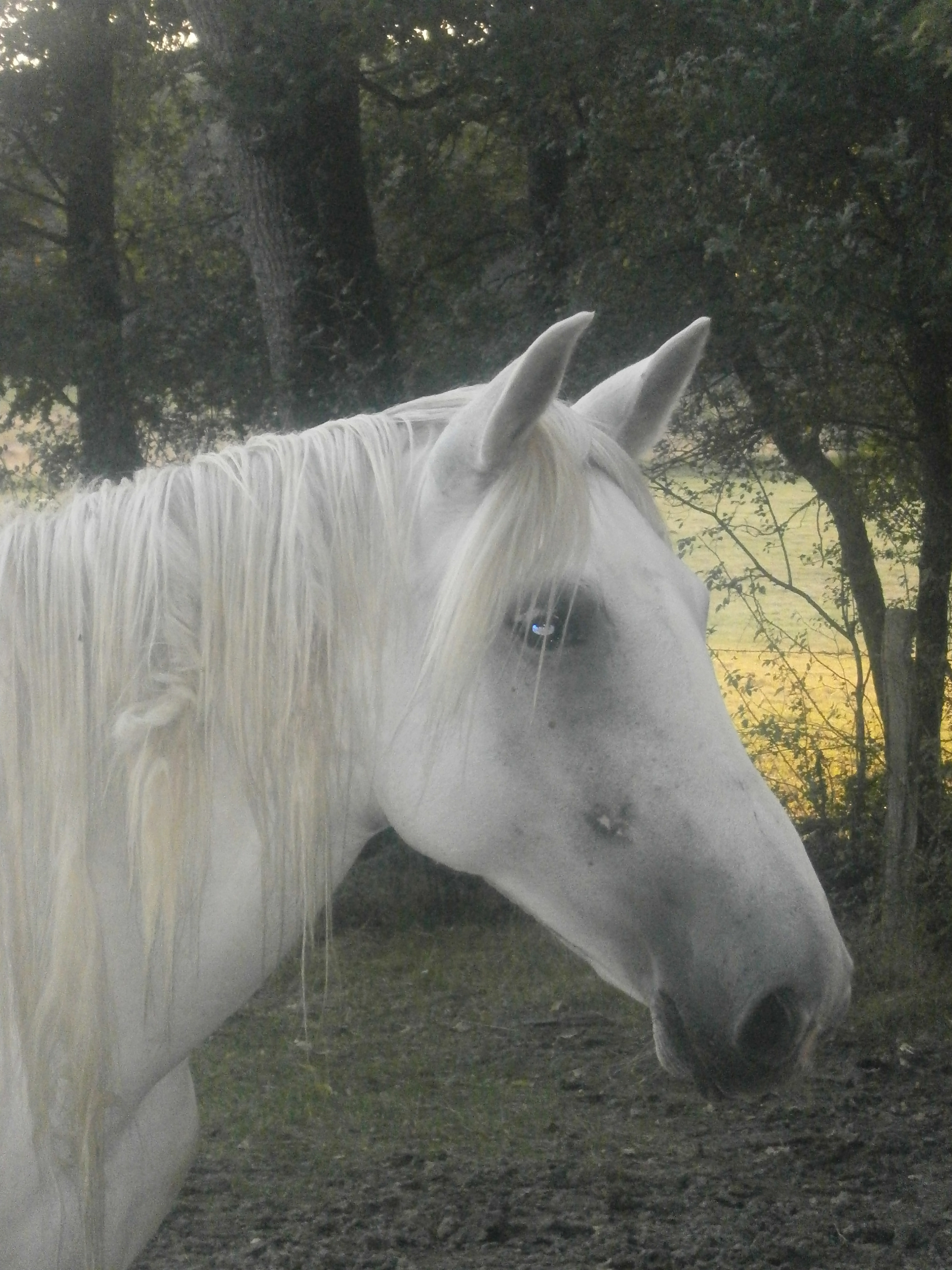
مُشبَّكة في عُرف الحصان.

المُشبَّكَة في التراث الشعبي هي خصلة شعر تشبكها الجنيات وتعقدها في شعر الأطفال النائمين وعُرف الوحوش أثناء نومهم في الليل.